# Barrelfish
Barrelfish — експериментальна операційна система, створена в Вищій технічній школі Цюриха спільно із компанією Microsoft Research з Кембриджа. Ця експериментальна операційна система розроблена з нуля для ефективної масштабованості на комп'ютерах з багатоядерними процесорами.

## Історія
Перші результати розробки системи були опубліковані 15 вересня 2009, потім — у березні 2011 року.
Barrelfish випущена під 3-пунктовою ліцензією BSD, за винятком деяких сторонніх бібліотек, які поширюються під різними відкритими ліцензіями типу ліцензії BSD.